# Gabriel Ferrandini
Gabriel Ferrandini (* 1986 in Monterey) ist ein portugiesischer Jazz- und Improvisationsmusiker (Schlagzeug, Perkussion, Komposition).

## Leben und Wirken
Ferrandini, dessen Eltern aus Portugal und Brasilien (mit italienischer Herkunft) stammen, arbeitete ab den 2000er-Jahren in der Jazz- und  Improvisationsszene Lissabons im Red Trio (mit Rodrigo Pinheiro, Hernâni Faustino) und im Rodrigo Amado Motion Trio; außerdem spielte er mit internationalen Musikern wie Jon Irabagon, Alexander von Schlippenbach, Axel Dörner, Evan Parker, Nate Wooley, Peter Evans, Sten Sandell, Nobuyasu Furuya, John Dikeman, Thurston Moore, Rob Mazurek, Alberto Pinton, Alfred Harth, Raymond Strid und David Stackenäs.
Im Trio mit Johan Berthling und Pedro Sousa legte Ferrandini 2015 das Album Casa Futuro vor; Mitte der 2010er-Jahre wandte er sich vermehrt der Komposition zu und war Artist in Residence im Lissaboner Veranstaltungsort ZDB. Dabei arbeitete er mit dem Tenorsaxophonisten Pedro Sousa und den Kontrabassisten Hernâni Faustino (Album Volúpias 2019), mit Eigenkompositionen Ferrandinis. Im Bereich des Jazz war er zwischen 2008 und 2013 an 38 Aufnahmesessions beteiligt.
2017 trat er mit Alex Zhang Hungtai und David Maranha u. a. im Jazzhus Montmartre und auf Kampnagel auf.

## Diskographische Hinweise
- Jon Irabagon/Hernani Faustino/Gabriel Ferrandini: Absolute Zero (Not Two Records, 2009)
- RED Trio + John Butcher: Empire (NoBusiness Records, 2009)
- RED Trio + Nate Wooley: Stem (Clean Feed Records, 2011)
- RED Trio & Mattias Ståhl: North and the Red Stream (NoBusiness, 2013)
- Gabriel Ferrandini & Gerard Lebik: Ferrandini/Lebik Jaworowa 39 53-122 Wrocław (EP, 2013)
- Rodrigo Amado Motion Trio + Jeb Bishop: The Flame Alphabet (2013)
- Rodrigo Amado Motion Trio & Peter Evans: The Freedom Principle (2014)
- Motion Trio: Desire & Freedom (NotTwo, 2016), mit Rodrigo Amado, Miguel Mira
- Pedro Sousa & Gabriel Ferrandini: Má Arte (EP, 2017)
- Ilia Belorukov / Gabriel Ferrandini: Disquiet (Clean Feed, 2019)
- Gabriel Ferrandini: Volúpias (Clean Feed Records, 2019), mit Hermani Faustino, Pedro Sousa
- RED Trio & Celebration Band: Suite 10 Years Anniversary (NoBusiness, 2020)